# Rue Royale (Varsovie)
Pour les articles homonymes, voir Rue Royale.
La rue Royale  (polonais : Ulica Królewska) est une rue de l'arrondissement de Śródmieście à Varsovie.

## Tracé
Ulica Królewska commence à l'intersection de la rue Krakowskie Przedmieście, passe au sud de la place Józefa Piłsudskiego puis traverse les rues Mazowiecka, Biszkupa Juliana Burschego et Marszałkowska.

## Lieux et édifices remarquables
- Bureaux du Ministère de la défense (pl)
- Sofitel Warsaw Victoria (n° 11)
- Galerie Nationale d’Art Zachęta
- Ministère du numérique (pl) (n° 27)
- Tombe du Soldat inconnu
- Jardin de Saxe